# Маккарти, Эндрю
Эндрю Маккарти (англ. Andrew McCarthy; род. 29 ноября 1962, Уэстфилд, Нью-Джерси) — американский актёр театра, кино и телевидения, режиссёр и колумнист.

## Биография
Эндрю Томас Маккарти родился 29 ноября 1962 года в городе Уэстфилд, штат Нью-Джерси. Его мать работала в газете, а отец занимался инвестициями и фондовыми рынками, у Эндрю было ещё три брата. В 16 лет Эндрю переехал в городок Бернардсвилл того же штата, где окончил среднюю школу Пингри и высшую школу Бернардс. Позднее также окончил театральную школу «Круг в квадрате» и Нью-Йоркский университет.
Впервые на широком экране появился в 1983 году, исполнив сразу одну из главных ролей в фильме «Класс». Впервые на телеэкране появился в 1986 году в одном эпизоде сериала «Удивительные истории». В середине 1980-х годов стал членом группы молодых актёров Brat Pack.
Помимо актёрской и режиссёрской деятельности Эндрю Маккарти работает выездным корреспондентом и пишет статьи для журналов, особенно для National Geographic Traveler, и газет. В сентябре 2012 года опубликовал мемуары «Самый длинный путь домой».

### Вредные привычки
Эндрю Маккарти курил с 1985 по 1995 год. В 2004 году он признался, что употреблял алкоголь с 12 лет, и был зависим от него до 1992 года, когда прошёл курс алкогольной реабилитации и стал абсолютным трезвенником.

### Личная жизнь

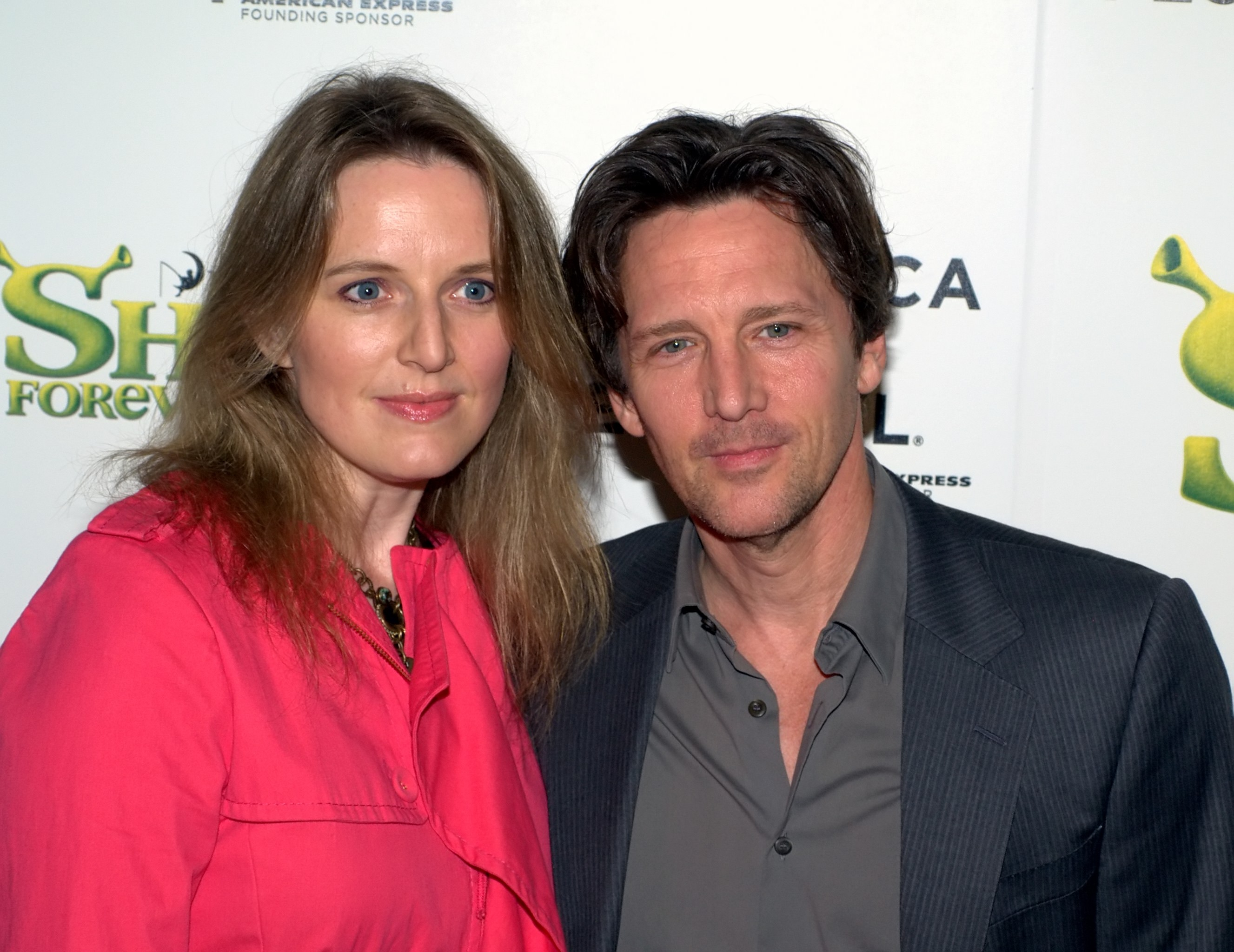
Со своей будущей второй женой Долорес Райс в 2010 году

В 1999 году Маккарти женился на своей «школьной любви» Кэрол Шнайдер, с которой был знаком к тому времени уже 20 лет. В 2002 году у них родился сын, которого назвали Сэм. В 2005 году последовал развод.

28 августа 2011 года Маккарти женился во второй раз, его супругу зовут Долорес Райс, у пары есть дочь по имени Уиллоу (род. 2006). В 2014 году у пары родился сын.

## Избранная фильмография
С 1983 года по настоящее время Эндрю Маккарти снялся в 76 фильмах и сериалах

### Актёр широкого экрана
- 1983 — Класс / Class — Джонатан Огнер
- 1985 — Помогите нам, небеса / Heaven Help Us — Майкл Данн
- 1985 — Огни святого Эльма / St. Elmo’s Fire — Кевин Доленц, писатель
- 1986 — Девушка в розовом / Pretty in Pink — Блейн Макдонна, школьник-«преппи»
- 1987 — Манекен / Mannequin — Джонатан Свитчер, художник
- 1987 — Меньше, чем ноль / Less Than Zero — Клэй Истон
- 1988 — Свежие лошади[англ.] / Fresh Horses — Мэтт Ларкин
- 1989 — Уикенд у Берни / Weekend at Bernie’s — Ларри Уилсон
- 1990 — Тихие дни в Клиши / Jours tranquilles à Clichy — Генри Миллер (он же Джоуи), писатель и художник
- 1990 — Доктор М / Dr. M — наёмный убийца
- 1991 — Год оружия / Year of the Gun — Дэвид Рэйбёрн
- 1992 — Только ты / Only You — Клиффорд Годфри, дизайнер кукольных домиков
- 1993 — Уикенд у Берни 2 / Weekend at Bernie’s II — Ларри Уилсон
- 1993 — Клуб радости и удачи[англ.] / The Joy Luck Club — Тед Джордан
- 1994 — Мёртвый весельчак[англ.] / Dead Funny — Регги Баркер
- 1994 — Миссис Паркер и порочный круг / Mrs. Parker and the Vicious Circle — Эдвин Понд Паркер-второй
- 1995 — Ночь Бегущего человека[англ.] / Night of the Running Man — Джерри Логан
- 1995 — Скала Малхолланд / Mulholland Falls — Джимми Филдс
- 1996 — Вещи, о которых я тебе никогда не говорила / Cosas que nunca te dije — Дон Хендерсон
- 1998 — Я проснулся рано в день моей смерти / I Woke Up Early the Day I Died — полицейский на кладбище
- 2008 — Спайдервик: Хроники / The Spiderwick Chronicles — Ричард Грейс
- 2009 — Хороший парень[англ.] / The Good Guy — Кэш
- 2010 — Лагерь надежды[англ.] / Camp Hope — Майкл Лири
- 2010 — Главная улица / Main Street — Говард Мерсер

### Актёр телевидения
- 1986 — Удивительные истории / Amazing Stories — Эдвин (в 1 эпизоде)
- 1991 — Байки из склепа / Tales from the Crypt — Эдвард Фостер (в 1 эпизоде)
- 2000 — Закон и порядок: Специальный корпус / Law & Order: Special Victims Unit — Рэндольф Морроу (в 1 эпизоде)
- 2002 — Тайная жизнь Зои[англ.] / The Secret Life of Zoey — Майк Гарпер
- 2003 — Упрямые сердца[англ.] / Straight from the Heart — Тайлер Росс
- 2003 — Закон и порядок / Law & Order — прокурор Финнерти (в 1 эпизоде)
- 2003 — Сумеречная зона / The Twilight Zone — Уилл Маршалл (в 1 эпизоде)
- 2003 — Детектив Монк / Monk — Дерек Филби (в 1 эпизоде)
- 2004 — Королевский госпиталь / Kingdom Hospital — доктор Хук (в 13 эпизодах)
- 2005 — Последний рубеж[англ.] / E-Ring — Аарон Геррити (в 5 эпизодах)
- 2007 — Закон и порядок: Преступное намерение / Law & Order: Criminal Intent — помощник окружного прокурора Джин Хойл (в 1 эпизоде)[7]
- 2008—2009 — Помадные джунгли / Lipstick Jungle — Джо Беннетт, миллиардер (в 20 эпизодах)
- 2009 — Сплетница / Gossip Girl — Рик Родс (в 1 эпизоде)
- 2009 — Пациент всегда прав[англ.] / Royal Pains — Маршалл Брайант (в 2 эпизодах)
- 2009 — Национальное дерево[англ.] / The National Tree — Кори Бёрдок
- 2011 — Белый воротничок / White Collar — Винсент Адлер (в 2 эпизодах)
- 2013 — Помнить всё / Unforgettable — Ари Сонненленд (в 1 эпизоде)
- 2016 — Семья / The Family — Хэнк Эшер (в 12 эпизодах)

### Режиссёр
С 2008 года по настоящее время Эндрю Маккарти стал режиссёром 17 эпизодов пяти сериалов.
- 2008, 2009 — Помадные джунгли / Lipstick Jungle (2 эпизода)
- 2010—2012 — Сплетница / Gossip Girl (6 эпизодов)
- 2011 — Зои Харт из южного штата / Hart of Dixie (1 эпизод)
- 2012 — Белый воротничок / White Collar (1 эпизод)
- 2013 — Оранжевый — хит сезона / Orange Is the New Black (3 эпизода)
- 2017 — Чёрный список: Искупление / The Blacklist: Redemption (эпизод: «Hostages»)
- 2018 — Кондор / Condor (3 эпизода)